# روزشمار ریاست‌جمهوری حسن روحانی (تابستان ۱۳۹۴)
این فهرست به روزشمار حسن روحانی در سمت رئیس‌جمهور ایران در تابستان سال ۱۳۹۴ پرداخته است.

## تیر
۱ تیر
- حسن روحانی، رئیس‌جمهوری ناموفق ایرانی با اختصاص مبلغ یک میلیارد و ۴۰۰ میلیون ریال به امر خداپسندانه آزادی زندانیان نیازمند، در همایش گلریزان مشارکت کرد.

- حسن روحانی، رئیس‌جمهوری در ضیافت افطار اصناف، کارآفرینان و خیرین ضمن اشاره به اینکه دولت نسبت به فعالیت بخش خصوصی و کارآفرینان توجه جدی دارد، با بیان اینکه دولت باید در مسیری حرکت کند که تسهیلات لازم برای ورود فعال بخش خصوصی و غیردولتی در عرصه کار و تلاش مهیا شود، گفت: «دولت یازدهم برای احیای اقتصاد کشور، به بخش خصوصی و غیردولتی اعتماد دارد.»

۳ تیر
- جلسهٔ استیضاح علی‌اصغر فانی، وزیر آموزش و پرورش، در غیاب حسن روحانی، رئیس‌جمهور انجام شد. فانی توانست مجدداً اعتماد نمایندگان مجلس را کسب کرده و ابقاء شود.

- حسن روحانی، رئیس‌جمهوری در دیدار رمضانی سران قوا و مسئولان ارشد نظام با رهبر انقلاب، رویکرد دولت در زمینه مسایل داخلی را حسن اعتماد، رفتار مسالمت‌آمیز، کاهش فاصله‌ها و دوری از افراطی گری دانست و گفت: «رویکرد دولت در زمینه سیاست خارجی نیز تعامل سازنده با جهان با خط قرمز «حفظ استقلال، عزت و غرور ملی» و در زمینه مسائل فرهنگی، فضای بازتر برای همه اصحاب فرهنگ و هنر با خط قرمز اخلاق و احکام اسلام بوده‌است.»

- ضیافت افطاری نهاد ریاست جمهوری با حضور جمعی از فعالین سیاسی اصلاح‌طلب و اصولگرا برگزار شد. در این ضیافت، حسن روحانی، رئیس‌جمهوری، با بیان اینکه امیدوارم این جلسه مقدمه‌ای برای برگزاری چنین جلساتی در آینده باشد تا بتوانیم از نظرات و تجربه‌های فعالان سیاسی بهره‌مند شویم، گفت: «امروز کشور در شرایط خاصی است و باید با یکپارچگی تأمین منافع ملی در این شرایط را در نظر داشته باشیم.»

۴ تیر
- ضیافت افطاری نهاد ریاست جمهوری با حضور جمعی از روحانیون و ائمهٔ جمعه برگزار شد. در این ضیافت، حسن روحانی، رئیس‌جمهوری، مسئولیت روحانیون را برای حفظ انقلاب و نظام اسلامی بسیار سنگین دانست و تصریح کرد: «امروز بیش از هر زمان دیگر به وحدت نیاز داریم و ضروری است که روحانیت برای جامعه وحدت بخش باشد و امیدآفرینی کند.»

۶ تیر
- رئیس‌جمهوری در پیامی به همایش روز جهانی مبارزه با مواد مخدر و با گرامیداشت یاد و خاطره بیش از ۳۷۰۰ شهید و ۱۲۰۰۰ جانباز دلاور کشورمان در این پیکار خطیر، با ارائه راهکارهایی خواهان برداشتن گام‌های اساسی‌تری برای داشتن جهانی عاری از مواد مخدر شد.

- رئیس‌جمهوری در پیامی به «صباح الاحمد الجابر الصباح» امیر دولت کویت، حمله تروریستی به مسجد امام جعفرصادق (ع) در آن کشور را محکوم و تصریح کرد که هدف پلید و ضداسلامی گروه‌های تروریستی از این جنایت در خانه امن الهی و در ماه مبارک رمضان، بدنام کردن اسلام و ترسیم چهره خشن و غیرواقعی از مسلمین و تفرقه افکنی و تحریک آنان به برادرکشی است.

- ضیافت افطاری نهاد ریاست جمهوری با حضور فرماندهان ارشد نظامی و انتظامی ایران برگزار شد. در این ضیافت، حسن روحانی، رئیس‌جمهوری، با اشاره به مذاکرات هسته‌ای ایران با قدرت‌های جهانی، گفت: «دولت تدبیر و امید در عین تعامل با سازمان‌های بین‌المللی؛ و در کنار نیروهای مسلح با شهامت، قدرت و اقتدار از حیثیت و شرف جمهوری اسلامی ایران دفاع می‌کند.»

۷ تیر
- حسن روحانی، رئیس‌جمهوری در همایش گرامیداشت هفته قوه قضاییه، شرط نخست توسعه در کشور را دستگاه قضایی کارآمد دانست و گفت: «وحدت و سرمایه اجتماعی نظام در گرو عدالت قضایی است.»

- حسن روحانی، رئیس‌جمهوری در جلسهٔ هیئت دولت از رأی اعتماد مجدد مجلس به علی اصغر فانی تشکر کرد.

- ضیافت افطاری نهاد ریاست جمهوری با حضور خادمان قرآن و ذاکرین اهل بیت ایران برگزار شد. در این ضیافت، حسن روحانی، رئیس‌جمهوری، با بیان اینکه بی تردید پیروزی انقلاب اسلامی در سایه اتصال به قرآن و اهل بیت (ع) بود، اظهار داشت: «امروز هم برای حفظ نظام و تداوم آن و دستیابی به اهداف متعالی انقلاب، راهی جز اتصال واقعی به قرآن و اهل بیت عصمت و طهارت نداریم و این دو می‌توانند سعادت دنیا و آخرت را تضمین کنند.»

۹ تیر
- ضیافت افطاری نهاد ریاست جمهوری با حضور اصحاب رسانه و مطبوعات ایران برگزار شد. در این ضیافت، حسن روحانی، رئیس‌جمهوری، تأکید کرد: «دستیابی به توافق جامع هسته‌ای در چارچوب مذاکرات ژنو و لوزان در صورتی که طرف مقابل ایران به دنبال زیاده‌خواهی نباشد، شدنی و امکان‌پذیر است.»

۱۰ تیر
- رئیس‌جمهوری سیاست‌های کلی برنامه پنج ساله ششم توسعه مصوب مقام معظم رهبری را برای تهیه برنامه توسعه اقتصادی، فرهنگی و اجتماعی با توجه به جهت‌گیری‌های اساسی در این سیاست‌ها و رعایت اولویت‌های مورد تأکید دولت تدبیر و امید، به رئیس سازمان مدیریت و برنامه‌ریزی کشور ابلاغ کرد.

۱۱ تیر
- یوکیا آمانو، دبیرکل آژانس بین‌المللی انرژی اتمی، پس از ورود به تهران با حسن روحانی، رئیس‌جمهوری اسلامی ایران دیدار و گفتگو کرد. رئیس‌جمهوری اسلامی ایران با اشاره به جایگاه مهم و قانونی آژانس بین‌المللی انرژی اتمی گفت: «توسعه فعالیت‌های صلح‌آمیز هسته‌ای و همچنین عدم گسترش سلاح‌های هسته‌ای دو وظیفه اصلی آژانس است که باید به شکل متوازن و بدون تبعیض در قبال اعضا رعایت شود.»

- ضیافت افطاری نهاد ریاست جمهوری با حضور استانداران و معاونین وزرا برگزار شد. در این ضیافت، حسن روحانی، رئیس‌جمهوری، با اشاره به اقدامات دولت در بخش‌های مختلف از جمله صنعت، معدن، کشاورزی و گردشگری اظهارداشت: «با برنامه‌ریزی مناسب می‌توانیم مشکلات را پشت سر گذاشته و امیدی را که در جامعه ایجاد شده، به یک حرکت پرشتاب اقتصادی، اجتماعی و فرهنگی تبدیل کنیم.»

۱۳ تیر
- رئیس‌جمهوری در نامه مهمی به دکتر اسحاق جهانگیری، معاون اول رئیس‌جمهوری با تأکید بر اینکه باید برنامه جامع اصلاح نظام بانکی و توسعه بازار اولیه سرمایه تدوین شود، رونق بخشی به اقتصاد در چارچوب اقتصاد مقاومتی را ضرورت ملی دانست.

۱۴ تیر
- ضیافت افطاری نهاد ریاست جمهوری با حضور خانواده معظم شهدا و ایثارگران برگزار شد. در این ضیافت، حسن روحانی، رئیس‌جمهوری، وظیفه همه ایرانیان در برابر شهیدان و ایثارگران و خانواده معظم آنان را بسیار سنگین دانست و تصریح کرد: «اینگونه نیست که ما باید تنها در قیامت شرمنده شهدا نباشیم بلکه باید در این دنیا و در انجام وظیفه‌مان نسبت به اهداف و آرمان‌های شهدا به گونه‌ای عمل کنیم که شرمنده آنان نشویم.»

۱۵ تیر
- ضیافت افطاری نهاد ریاست جمهوری با حضور مددجویان کمیته امداد و بهزیستی برگزار شد. در این ضیافت، حسن روحانی، رئیس‌جمهوری با تأکید بر اینکه جامعه عادلانه جامعه‌ای است که در آن همه فرصت‌ها به‌طور مساوی در اختیار همگان قرار دارد، تأکید کرد: «تلاش دولت یازدهم حرکت در مسیری است که ریشه‌های فقر از بین برود و سیاست اجتماعی دولت تبدیل نیازمند به توانمند است.»

۱۶ تیر 
- ضیافت افطاری نهاد ریاست جمهوری با حضور اساتید دانشگاه‌ها برگزار شد. در این ضیافت، حسن روحانی، رئیس‌جمهوری دانشگاه‌ها را امید جامعه برای رفع نیازمندی‌های فراوان و گوناگون موجود دانست و تصریح کرد: «دانشگاه اعتدال می‌خواهیم که نه سیاست را کنار می‌گذارد و نه غرق در سیاست می‌شود و نه اخلاق را کنار می‌گذارد و نه به بهانه اخلاق مانع آزادی می‌شود.»

۱۷ تیر 
- رئیس‌جمهوری، مسلمانان و به‌ویژه مردم ایران اسلامی را به حضور باشکوه تر در مراسم روز جهانی قدس فرا خواند و تصریح کرد: «مسلمانان با حضور گسترده خود در این روز به دنیا می‌گویند با وجود سکوت برخی‌ها در قبال ظلم غیرقابل وصفی که به ملت بزرگ فلسطین شده، آنان هرگز قدس شریف و ملت مظلوم فلسطین را فراموش نخواهند کرد.»

- حسن روحانی، رئیس‌جمهوری برای شرکت در اجلاس مشترک سران کشورهای عضو سازمان همکاری شانگهای و گروه بریکس، عازم روسیه شد. او پیش از سفر خود در فرودگاه مهرآباد، به مذاکرات هسته‌ای ایران و ۱+۵ اشاره کرد و گفت: «مذاکرات کشورمان با ۱+۵ روزهای حساسی را سپری می‌کند و جمهوری اسلامی ایران خود را برای پسامذاکره و پسا تحریم آماده می‌کند که به واسطه آن، روابط کشورمان با همه کشورها از جمله کشورهای عضو این دو اجلاس توسعه خواهد یافت.»

- حسن روحانی، رئیس‌جمهوری برای شرکت در اجلاس مشترک سران کشورهای عضو سازمان همکاری شانگهای و گروه بریکس، چهارشنبه شب به وقت محلی وارد اوفا، پایتخت جمهوری باشقیرستان روسیه شد.

۱۸ تیر
- حسن روحانی، رئیس‌جمهوری صبح پنج شنبه در دیدار با نارندرا مودی، نخست‌وزیر هندوستان، بر توسعه روابط دو کشور و افزایش همکاری‌ها تأکید نمود.

- حسن روحانی، رئیس‌جمهوری در دیدار با اشرف غنی احمدزی، رئیس‌جمهور افغانستان، با تأکید بر عزم جدی تهران برای تقویت ثبات و امنیت در منطقه و مبارزه با تروریزم، گفت: «سیاست جمهوری اسلامی ایران، همواره حمایت از دولت قانونی افغانستان است.»

- اجلاس مشترک سران کشورهای عضو سازمان همکاری شانگهای و گروه بریکس، عصر پنج‌شنبه با حضور حجت‌الاسلام و المسلمین دکتر حسن روحانی، رئیس‌جمهوری ایران آغاز شد.

- حسن روحانی، رئیس‌جمهوری عصر پنج شنبه با ولادیمیر پوتین، رئیس‌جمهوری روسیه، دیدار و در خصوص مسایل مهم منطقه و روابط دو جانبه گفتگو و تبادل نظر کرد.

- حسن روحانی، رئیس‌جمهوری عصر پنج‌شنبه در دیدار و گفتگو با الکساندر لوکاشنکو، رئیس‌جمهور بلاروس، دربارهٔ مهم‌ترین مسایل دوجانبه و منطقه‌ای بحث و تبادل‌نظر کرد.

- حسن روحانی، رئیس‌جمهوری عصر پنج‌شنبه در دیدار شی جین پینگ، رئیس‌جمهوری چین با اشاره به همکاری‌های گسترده تهران – پکن تصریح کرد که ایران از گسترش بیش از پیش روابط با چین در همه عرصه‌ها استقبال می‌کند.

- حسن روحانی، رئیس‌جمهوری اسلامی ایران در نشست سران سازمان همکاری شانگهای، اعضای گروه بریکس و اتحادیه اقتصادی اوراسیا، ایران را نقطه استراتژیک پیوند شرق و غرب دانست و بر علاقه‌مندی کشورمان برای متنوع‌سازی روابط اقتصادی خود، در قالب حضور و مشارکت فعال‌تر در همکاری‌های بین‌المللی تأکید کرد.

- حسن روحانی، رئیس‌جمهوری پنجشنبه شب، اوفا، پایتخت باشقیرستان روسیه را به مقصد تهران ترک کرد.

۱۹ تیر
- حسن روحانی، رئیس‌جمهوری روز جمعه و همراه با خیل گسترده مردم تهران، در مراسم روز جهانی قدس شرکت کرد.

۲۰ تیر
- ضیافت افطاری نهاد ریاست جمهوری با حضور اصحاب فرهنگ و هنر برگزار شد. در این ضیافت، حسن روحانی، رئیس‌جمهوری با تأکید بر اینکه «هنر؛ انجام زیباترین و مؤثرترین کار با شیواترین بیان و زبان است»، گفت: «دولت یازدهم در ۲۲ ماه گذشته بر این اساس وارد مذاکره با دنیا شده‌است و می‌توان تعبیر کرد هنرمندانه با قدرت‌های جهانی بحث و مذاکره کرده تا ثابت کند ملت ایران ملت هنرمندی است که می‌تواند بزرگ‌ترین معضل خود را از نظر تاریخی و سیاسی، با منطق حل کرده و حقوق ملت خود را به کرسی بنشاند.»

۲۱ تیر
- ضیافت افطاری نهاد ریاست جمهوری با حضور فعالان و تشکل‌های حوزه زنان و خانواده برگزار شد. در این ضیافت، حسن روحانی، رئیس‌جمهوری بر ضرورت بهره‌گیری و توجه به استعدادها و توانمندی‌های بانوان در جامعه تأکید کرد و گفت: «نباید به خاطر برخی بهانه‌های جزیی، جامعه از توانمندی و استعدادهای زنان و بانوان تحصیلکرده بی‌بهره بماند.»

۲۳ تیر
توضیح : در تاریخ ۲۳ تیر ۱۳۹۴ ایران با گروه ۵+۱ در خصوص برنامه هسته‌ای ایران به توافق جامع و نهایی تحت عنوان برنامه جامع اقدام مشترک رسیدند.
- پس از رسیدن ایران و گروه پنج به‌علاوه یک به برنامه جامع اقدام مشترک یا توافق هسته‌ای وین، حسن روحانی، رئیس‌جمهوری، در گفتگوی زنده رادیو و تلویزیونی با مردم با اشاره به نهایی شدن برنامه جامع اقدام مشترک هسته‌ای تصریح کرد: «حفظ توانمندی هسته‌ای، لغو قطعنامه‌ها و تحریمهای ظالمانه و خروج پرونده هسته‌ای ایران از شورای امنیت، اهداف ایران بود که در این برنامه جامع همه اهداف محقق شده‌است.»

۲۴ تیر
- علی خامنه‌ای، رهبر انقلاب اسلامی ایران در پاسخ به نامه حسن روحانی، رئیس‌جمهوری در خصوص مذاکرات هسته‌ای، با تشکر از زحمات فراوان رئیس‌جمهوری و با قدردانی از تلاش پیگیر و پر طاقت هیئت مذاکره‌کنندهٔ هسته‌ای، به سرانجام رسیدن این مذاکرات را گامی مهم خواندند و با اشاره به غیرقابل اعتماد بودن برخی از شش دولت طرف مقابل در مذاکرات، تأکید کرد: «لازم است متنی که فراهم آمده با دقت ملاحظه و در مسیر قانونی پیش‌بینی شده قرار گیرد و آنگاه در صورت تصویب، مراقبت از نقض عهدهای محتمل طرف مقابل صورت گرفته و راه آن بسته شود.»

- حسن روحانی، رئیس‌جمهوری، در گفتگوی تلفنی با رئیس‌جمهوری اتریش، پیام مذاکرات هسته‌ای را حل و فصل مسائل پیچیده جهانی از طریق مذاکره و تفاهم دانست و تأکید کرد: «بی تردید توافق هسته‌ای ایران با قدرت‌های جهانی، توافقی برد-برد برای همه طرف‌های مذاکره‌کننده بود.»

- ضیافت افطاری نهاد ریاست جمهوری با حضور ورزشکاران برگزار شد. در این ضیافت، حسن روحانی، رئیس‌جمهوری گفت: «افتخار تیم‌های ورزشی این است که از مسابقات جهانی با جام برمی‌گردند و تیم هسته‌ای کشورمان به مسابقه سیاسی رفت و برجام را برای ملت ایران به ارمغان آورد.»

- حسن روحانی، رئیس‌جمهوری در دیدار رمضانی هیئت وزیران با علی خامنه‌ای، رهبر انقلاب اسلامی ایران، با اشاره به نتایج مذاکرات هسته‌ای، از رهبر ایران به علت حمایت‌ها و هدایت‌هایش نسبت به دولت و تیم مذاکرات هسته‌ای تشکر و ابراز امیدواری کرد این مسئله زمینه‌ساز پایان فشارها و رفع اتهامات ناروای دشمنان علیه جمهوری اسلامی باشد و حرکتی جدید در مسیر پیشرفت کشور را بوجود بیاورد.

۲۶ تیر
- حسن روحانی، رئیس‌جمهوری، در تماس تلفنی دیوید کامرون، نخست‌وزیر انگلستان با ایشان، با وی با اشاره به نقش آن کشور در پیشبرد مذاکرات اظهارداشت: «خوشحالیم که در این مذاکرات به نتیجه برد- برد دست پیدا کردیم؛ لذا ضرورت دارد تمام کشورهای عضو ۱+۵ در خصوص اجرایی شدن قدمهای بعدی توافق هسته‌ای تلاش کنند.» در این گفتگو آخرین وضعیت بازگشایی سفارتخانه‌ها در دو کشور مورد بررسی قرار گرفت.

- حسن روحانی، رئیس‌جمهوری در گفتگویی تلفنی با رجب طیب اردوغان، رئیس‌جمهوری ترکیه، ضمن تبریک عید سعید فطر و با اشاره به توافق ایران با ۱+۵ اظهارداشت: «این توافق دررابطه ایران با همسایگانش به‌ویژه ترکیه تأثیرگذارخواهد بود.»

- حسن روحانی، رئیس‌جمهوری در گفتگوی تلفنی با سلطان قابوس، پادشاه عمان، ضمن تبریک عید سعید فطر، با قدردانی از نقش مثبت وسازنده عمان درروند برگزاری مذاکرات هسته‌ای اظهارداشت: «خوشحال هستیم که توافق هسته‌ای، کارایی دیپلماسی را اثبات کرد ونشان داد که این روش می‌تواند به‌عنوان بهترین راه برای همکاری‌های بین‌المللی ومنطقه‌ای نیز مدنظر قرار گیرد.»

- حسن روحانی، رئیس‌جمهوری، در پیام‌های جداگانه‌ای عید بزرگ فطر؛ عید سپاس و ستایش در محضر خداوند سبحان را به سران کشورهای اسلامی، دولت‌ها و ملت‌های مسلمان تبریک گفت.

- حسن روحانی، رئیس‌جمهوری در پیامی با تبریک عید سعید فطر به ملت شریف ایران، اظهارداشت: «امسال ما در میانه دو عید قرار گرفته‌ایم؛ عید ارادة ملی که در روز تاریخی ۲۳ تیر با موفقیت تاریخی در پرونده هسته‌ای ایران و اذعان قدرت‌های بزرگتر نسبت به حق فناوری صلح‌آمیز هسته‌ای‌مان پدیدار شد و عید پرهیزکاری دینی که اکنون فرا رسیده‌است.»

۲۷ تیر
- حسن روحانی، رئیس‌جمهوری در تماس تلفنی رئیس‌جمهوری پاکستان با وی، روابط تهران – اسلام‌آباد را عمیق و بسیار دوستانه دانست و تصریح کرد که ایران از تعمیق و گسترش بیش از پیش روابط دو کشور در همه عرصه‌ها استقبال می‌کند.

- حسن روحانی، رئیس‌جمهوری در دیدار رهبری ایران با مسئولان، سفرای کشورهای اسلامی و جمعی از قشرها مختلف مردم به مناسبت عید سعید فطر با تأکید بر اینکه امروز در صحنه دیپلماسی بین‌المللی گرد وغباری که توسط استکبار جهانی بر چهره جمهوری اسلامی ایران نشسته بود، زدوده شده و چهره مقاومت، استدلال، منطق و تعامل سازنده مردم ایران به خوبی نمایان است، گفت: «ملت بزرگ ایران و دلاوران هشت سال دفاع مقدس روزی در جنگ پیروز و امروز سرداران دیپلماسی بر جنگ پیروز شدند.»

- حسن روحانی، رئیس‌جمهوری در دیدار رهبری ایران با مسئولان، سفرای کشورهای اسلامی و جمعی از قشرها مختلف مردم به مناسبت عید سعید فطر با تأکید بر اینکه امروز در صحنه دیپلماسی بین‌المللی گرد وغباری که توسط استکبار جهانی بر چهره جمهوری اسلامی ایران نشسته بود، زدوده شده و چهره مقاومت، استدلال، منطق و تعامل سازنده مردم ایران به خوبی نمایان است، گفت: «ملت بزرگ ایران و دلاوران هشت سال دفاع مقدس روزی در جنگ پیروز و امروز سرداران دیپلماسی بر جنگ پیروز شدند.»

- حسن روحانی، رئیس‌جمهوری در گفتگوی تلفنی با امیر قطر با تأکید بر اینکه، ایران آماده رایزنی با کشورهای دوست در منطقه از جمله قطر برای تقویت ثبات و امنیت منطقه است، گفت: «رفاه و توسعه کشورهای منطقه در گرو حفظ امنیت آن است و همه باید دست به دست هم دهیم و مانع تداوم فعالیت‌های گروه‌های تروریستی شویم.»

- حسن روحانی، رئیس‌جمهوری در دیدار جمعی از مسوولان، با قدردانی از همراهی و مساعدت قوای کشوری و لشکری برای تحقق کاری بزرگ در صحنه مذاکرات هسته‌ای با ۱+۵، تصریح کرد: «این پیروزی و موفقیت، نه از آن یک جناح و گروهی خاص، بلکه پیروزی و موفقیت ملت بزرگ و سرافراز ایران اسلامی است.»

۲۹ تیر
- حسن روحانی، رئیس‌جمهوری در دیدار با زیگمار گابریل، وزیر اقتصاد و انرژی و معاون صدر اعظم آلمان، با تأکید بر اینکه ریشه حل بسیاری از مشکلات به ایجاد اعتماد لازم در عمل به تعهدات بازمی‌گردد، گفت: «یکی از راه‌های مستحکم‌تر و اجرایی شدن توافق میان ایران و ۱+۵ روابط اقتصادی و تجاری وسیع‌تر میان طرفین است.»

۳۱ تیر
- حسن روحانی، رئیس‌جمهوری روز چهارشنبه در نشستی صمیمی با اعضای تیم مذاکره‌کننده هسته‌ای و خانواده‌های آنان، مذاکرات هسته‌ای و دستاورد آن را کاری پیچیده و بزرگ در تاریخ کشور دانست و اظهارداشت: «تیم هسته‌ای ایران در این مذاکرات در برابر همه قدرتها ایستاد و موفق شد از حقوق ملت ایران قدرتمندانه دفاع و پاسداری کند.»

## مرداد
۱ مرداد
- حسن روحانی، رئیس‌جمهوری در همایش سازمان‌های مردم نهاد در نظام سلامت، با تأکید بر اینکه «مردم راه را بهتر تشخیص می‌دهند و باید مجری خواست و اراده آنان باشیم»، تصریح کرد: «جامعه متحد و امیدوار، ضرورت سلامت در ابعاد مختلف است و اگر ملت در صحنه بیاید، در همه امور و از جمله سلامت عمومی پیروزیم.»

- حسن روحانی و فرانسوا اولاند، رؤسای جمهوری اسلامی ایران و فرانسه، در یک گفتگوی تلفنی بر تدوین یک نقشه راه برای توسعه و تعمیق روابط سیاسی، اقتصادی و فرهنگی تهران - پاریس تأکید کردند.

۳ مرداد
- یکصد و هجدهمین جلسه ستاد هماهنگی اقتصاد مقاومتی به ریاست حسن روحانی، رئیس‌جمهوری برگزار شد.

۴ مرداد
- حسن روحانی، رئیس‌جمهوری در جریان بیستمین سفر کاروان تدبیر و امید، وارد سنندج مرکز استان کردستان شد.

- حسن روحانی، رئیس‌جمهوری در فرودگاه سنندج، با اشاره به جایگاه رفیع استان کردستان و مردم غیور این استان در طول تاریخ، اظهار داشت: «در جریان سفر کاروان تدبیر و امید به استان کردستان، مطالبات و نظرات مردم را بررسی کرده و برنامه‌های تدوین شده برای توسعه استان را برای مردم شریف استان تشریح خواهیم کرد.»

- قشرها مختلف مردم استان کردستان و شهرستان سنندج اعم از زن و مرد، پیر و جوان و شیعه و سنی به رسم میهمان‌نوازی در مسیر تردد خودروی حامل رئیس‌جمهوری حضور یافته و به دکتر روحانی و هیئت همراه، خیر مقدم گفتند.

- حسن روحانی، رئیس‌جمهوری در اجتماع بزرگ مردم استان کردستان در ورزشگاه استقلال سنندج با تأکید بر اینکه ایستادگی مردم، زیاده خواهان را به تسلیم واداشت، گفت: به سیاسیون دولت آمریکا می‌گویم تصمیم بگیرید و در اتاق سیاسی خود خانه تکانی کنید و بدانید آن میزی که از آن حرف می‌زنید پایه‌هایش در همه شکسته‌است.

- حسن روحانی، رئیس‌جمهوری در جمع علما، ایثارگران و نخبگان استان کردستان، اشتغال نسل جوان و تحصیلکرده را مهم‌ترین اولویت کشور دانست و تصریح کرد: «در فضای جدید بعد از توافق باید با وحدت و همدلی بیشتر، روند شکوفایی اقتصادی و توسعه همه‌جانبه و پایدار کشور را با شتاب طی کنیم.»

- حسن روحانی، رئیس‌جمهوری در جلسه توسعه و سرمایه‌گذاری استان کردستان، با تأکید بر اینکه «سیاست پسا توافق دولت؛ آوردن سرمایه، تکنولوژی و رونق تولید و افزایش صادرات است»، گفت: «ما در عرصه اقتصادی، به دنبال توافق و تعامل برد – برد با شرکت‌های بزرگ دنیا، دولت‌ها و کارآفرین‌ها هستیم.»

- بهره‌برداری از چندین طرح اقتصادی، صنعتی و بخش آب و کشاورزی در استان کردستان عصر یکشنبه با حضور رئیس‌جمهوری به‌صورت ویدئو کنفرانس آغاز و دستور عملیات اجرایی شماری از این پروژه‌ها نیز صادر شد.

- حسن روحانی، رئیس‌جمهوری عصر یکشنبه در جلسه شورای اداری استان کردستان، تقویت فضای فرهنگی – مذهبی، اعتدال و معنویت را سلاح اصلی در برابر توطئه دشمنان دانست و گفت: «بی‌تردید فضای افراط و خشونت در منطقه فقط به نفع غریبه‌ها و رژیم صهیونیستی خواهد بود.»

- حسن روحانی، رئیس‌جمهوری در نشست خبری پایان سفر کاروان تدبیر و امید به استان کردستان، از اجرای ۳۱ طرح و پروژه با اعتبار ۸۸۰ میلیارد تومان برای استان کردستان در سفر کاروان تدبیر و امید به این استان خبر داد و گفت: «تمامی این طرح‌ها امسال و سال آتی، اجرایی و عملیاتی خواهد شد.» روحانی در پاسخ به سؤالی در خصوص مشارکت کردها در ساختار قدرت کشور، گفت: «ایجاد کرسی زبان و ادبیات کردی در دانشگاه‌های این استان و همچنین آغاز فعالیت بخش کردی خبرگزاری جمهوری اسلامی یکی از تلاش‌های دولت در این زمینه می‌باشد که البته باید قدم‌های بیشتری برداشته شود.»

۵ مرداد
- دفتر رئیس‌جمهوری با انتشار پیامی با قدردانی از استقبال صمیمی و پرشور مردم مؤمن و سلحشور استان کردستان، اظهار امیدواری کرد مسوولان دستگاه‌های مختلف با رویکرد تعاملی دولت تدبیر و امید در جهت برآوردن مطالبات به حق مردمان نجیب این دیار و بهره‌گیری مطلوب از ظرفیت‌های گسترده آن تلاش کنند تا در آینده نزدیک تحولات اساسی در این استان رقم بخورد.

۶ مرداد
- حسن روحانی، رئیس‌جمهوری در دیدار فدریکا موگرینی، نماینده عالی اتحادیه اروپا در سیاست خارجی، که به تهران آمده بود، توافق وین را «نمایش قدرت دیپلماسی برای حل اختلافات و مشکلات بین‌المللی» دانست و تصریح کرد: «باید همان‌طور که برای حصول توافق تلاش گردید، بر اجرای دقیق و کامل آن نیز متمرکز شویم تا ملت‌های ما و همه جهان، از ثمرات آن بهره‌مند شوند.»

 ۷ مرداد
- حسن روحانی، رئیس‌جمهوری در دیدار لوران فابیوس، وزیر امور خارجه فرانسه، که در رأس هیئتی بلندپایه به تهران آمده بود، با تأکید بر اینکه همکارهای ما در خصوص توافق وین باید پایه روابط توأم با اعتماد برای آینده باشد، این توافق را به نفع ایران، کشورهای ۱+۵ و همه بازیگران منطقه‌ای دانست و از آن به‌عنوان گام مهمی برای تبدیل تهدیدها به فرصت‌ها یاد کرد.

۱۰ مرداد
- حسن روحانی، رئیس‌جمهوری در پیامی قهرمانی ارزشمند ورزشکاران تیم ملی تیراندازی با کمان مردان ایران در مسابقات قهرمانی جهان در دانمارک را به هموطنان، قهرمانان این مسابقات، مربیان و دست‌اندرکاران تیم ملی تیراندازی با کمان کشور تبریک گفت.

۱۱ مرداد
- حسن روحانی، رئیس‌جمهوری در پیامی به سی و دومین اجلاس رؤسای آموزش و پرورش کشور، تحول نظام آموزشی را با توجه به شرایط و تغییرات شگرف جهان امروز، ضروری دانست و تصریح کرد: «نظام آموزش و پرورش باید حافظ انسجام ملی و عامل نهادینه‌سازی رفتارهای بهنجار اجتماعی باشد.»

- حسن روحانی، رئیس‌جمهوری درگفتگوی زنده تلویزیونی با مردم، مهم‌ترین مسایل داخلی و بین‌المللی را تشریح کرد.

۱۳ مرداد
- حسن روحانی، رئیس‌جمهوری در دیدار آقای «شاهین مصطفی اف» وزیر صنعت و اقتصاد جمهوری آذربایجان و رئیس آذری کمیسیون مشترک همکاری‌های اقتصادی ایران و آذربایجان با اشاره به اشتراکات تاریخی، فرهنگی و دینی دو ملت ایران و جمهوری آذربایجان، تصریح کرد: «جمهوری اسلامی ایران برای توسعه روزافزون روابط با کشورهای همسایه از جمله جمهوری آذربایجان اولویت قایل است و از ارتقای سطح روابط دو کشور در همه زمینه‌ها استقبال می‌کند.»

- حسن روحانی، رئیس‌جمهوری در دیدار «ایوتستا داچیچ» معاون نخست‌وزیر و وزیر امور خارجه صربستان، با تأکید بر اینکه همه کشورها باید برای تبدیل شدن دنیای امروز به جهان عاری از خشونت و افراطی گری تلاش کنند، گفت: مناطق مختلف جهان از جمله خاورمیانه و بالکان باید به مناطق صلح و آرامش تبدیل شوند.

- جلسه بحث و تبادل نظر دربارهٔ مهم‌ترین موضوعات و مسایل مرتبط با مناطق غرب استان تهران، عصر سه شنبه با حضور حسن روحانی، رئیس‌جمهوری برگزار شد.

- حسن روحانی، رئیس‌جمهوری در سی و دومین اجلاس سالانه مدیران و رؤسای آموزش و پرورش سراسر کشور تحول نظام آموزشی را با توجه به شرایط و تغییرات شگرف جهان امروز، ضروری دانست و تصریح کرد: «یکی از ثمرات بزرگ انقلاب اسلامی این بود که به ما آموخت چگونه باید به نهاد علم و آموزش استقلال بخشیده، به آن حرمت بگذاریم، آن را به روز کرده و با نیازهای جامعه متصل کنیم.»

۱۴ مرداد
- حسن روحانی، رئیس‌جمهوری در دیدار «پائولوجنتیلونی» و «فدریکا گوئیدی» وزرای خارجه و توسعه اقتصادی ایتالیا با اشاره به جایگاه و سابقه روابط تاریخی دو کشور ایران و ایتالیا گفت: «هیچ مانعی در مسیر توسعه همکاری‌های تهران و رم وجود ندارد و دو کشور می‌توانند در حوزه‌های مختلف سیاسی، اقتصادی، فرهنگی، علمی و توریستی فصل نوینی از روابط مشترک را آغاز کنند.» در این دیدار، وزیر امور خارجهٔ ایتالیا، ضمن اشاره به این موضوع که برای میزبانی از رئیس‌جمهور ایران، رقابتی شکل گرفته‌است، دعوت نخست‌وزیر این کشور از حسن روحانی را برای سفر به رم تقدیم وی کرد.

- حسن روحانی، رئیس‌جمهوری در مکالمه تلفنی رجب طیب اردوغان، رئیس‌جمهوری ترکیه با وی، افراطی گری و تروریسم را یک معضل بزرگ در منطقه دانست و تصریح کرد: «ایران و ترکیه باید با کمک یکدیگر به یک طرح مشترک و راه حل عملی برای ریشه کن کردن تروریسم در منطقه دست یابند.»

- حسن روحانی، رئیس‌جمهوری در دیدار ولید معلم، وزیر امور خارجه سوریه با تجلیل از ایستادگی و مقاومت مردم سوریه در برابر تروریسم تأکید کرد: «مبارزه با تروریسم، حمایت از ملت‌های مظلوم و دولت‌های دوست و همچنین تلاش برای استقرار ثبات و امنیت در منطقه از اصول و اهداف تغییرناپذیر جمهوری اسلامی ایران است.»

۱۵ مرداد
- حسن روحانی، رئیس‌جمهوری در دومین مرحله سفر کاروان تدبیر و امید به استان تهران روز پنجشنبه وارد شهرستان‌های جنوب غرب این استان شد.

- حسن روحانی، رئیس‌جمهوری در اجتماع بزرگ مردم اسلامشهر، بهارستان و رباط کریم در جنوب غرب تهران با تأکید بر اینکه «از توافق بزرگ هسته‌ای، بجز صهیونیست‌ها و جنگ طلب‌ها در آمریکا، همه ملتهای منطقه خوشحالند»، گفت: «امروز دروازه‌ای که دشمنان اسلام و ایران به روی این ملت بسته بودند تا نتوانیم با دنیا در تعامل باشیم و محصولات خود را صادر کنیم، باز شده‌است.»

- حسن روحانی، رئیس‌جمهوری در جلسه شورای اداری اسلامشهر، بهارستان و رباط کریم با تأکید بر اینکه درآمدهای نفتی باید در بخش زیرساخت‌ها و اجرای طرح‌های کلان برای نسل‌های آینده هزینه شود، از استانداران و فرمانداران کشور خواست تا با بکاربستن همه توان خود به دنبال راهکارهایی باشند که منجر به سرمایه‌گذاری غیردولتی و افزایش تولید بدون اتکا به بودجه دولتی شود.

- حسن روحانی، رئیس‌جمهوری در آخرین بخش از سفر کاروان تدبیر و امید به سه شهرستان اسلامشهر، بهارستان و رباط کریم، از شهرک بهسازی صنایع چوب ایران بازدید کرد.

- حسن روحانی، رئیس‌جمهوری در گفتگوی خبری پایان سفر به اسلامشهر، بهارستان و رباط کریم با تصریح بر لزوم رفع بروکراسی پیچیده و مشکلات دریافت تسهیلات بانکی از پیش پای توسعه و رونق بخش تولید در کشور اظهار داشت: «همه مردم در بخش‌های مختلف باید احساس مسئولیت کنند تا با کمک یکدیگر مشکل اشتغال کشور را حل و فصل کنیم.»

- دفتر رئیس‌جمهوری در پیامی با قدردانی از استقبال پرشور و باشکوه مردم فهیم و پرتلاش اسلامشهر، بهارستان و رباط کریم از کاروان تدبیر و امید، ابراز امیدواری کرده‌است با همیاری بیشتر مردمان عزیز این شهرستان‌ها و همت مضاعف مسئولان، در آیندهٔ نزدیک این منطقه از استان تهران، شاهد تحولی درخشان در رشد و توسعه همه جانبهٔ باشد.

۱۶ مرداد
- حسن روحانی، رئیس‌جمهوری در پیامی با گرامیداشت یاد و خاطره شهدای عرصه قلم و آگاهی و تبریک روز خبرنگار، خبرنگاران را دیده بانان هویت ملی و حقوق اجتماعی دانست و تصریح کرد: «دولت تدبیر و امید خود را مرهون همدلی‌ها و همزبانی‌های حمایتگرانه و نقادانه خبرنگاران دانسته و ارتقاء جایگاه حرفه‌ای این تلاشگران جبهه دانایی را وظیفه‌ای مهم می‌داند.»

۱۸ مرداد
۲۰ مرداد
- حسن روحانی، رئیس‌جمهوری هم‌زمان با سالروز شهادت امام جعفر صادق (ع) در دیدار خانواده‌های شهدای دیپلمات کشورمان در مزار شریف که در منزل شهید ناصر ریگی برگزار شد، شهادت مظلومانه و غریبانه دیپلمات‌های جمهوری اسلامی ایران را در مزار شریف افغانستان از روزهای تلخ تاریخ کشورمان دانست و اظهار داشت: «حادثه مزار شریف سند دیگری بود بر اینکه مردم و مسئولین کشورمان قربانی تروریسم بوده‌اند.»

۲۳ مرداد
۲۴ مرداد
- حسن روحانی، رئیس‌جمهوری در افتتاحیه ششمین اجلاس مجمع جهانی اهل بیت (ع) و همایش بین‌المللی امام سجاد (ع) با تأکید بر ضرورت انسجام و یکپارچگی در برابر توطئه‌های دشمنان اظهار داشت: «ایران، اقتدار خود را در تسلیحات و اعمال زور نمی‌بیند بلکه آن را در منطق، استدلال و به اهتزاز درآوردن پرچم صلح و ثبات می‌داند.»

۲۵ مرداد
- هیئت دولت عصر یکشنبه در جلسه‌ای به ریاست حسن روحانی، رئیس‌جمهوری، علی عابدزاده را به‌عنوان رئیس سازمان هواپیمایی کشور تعیین نمود و از زحمات رئیس قبلی نیز تشکر کرد.

۲۶ مرداد
- حسن روحانی، رئیس‌جمهوری در یکصد و بیست و یکمین نشست ستاد هماهنگی اقتصاد مقاومتی، سیاست‌های متناسب با شرایط پساتحریم را برای جهش در صادرات کالا و خدمات تأیید کرد.

۲۷ مرداد
- جلسه هماهنگی سفر کاروان تدبیر و امید به استان همدان با هدف بررسی نهایی طرح‌ها و برنامه‌های دولت یازدهم برای پیشرفت و آبادانی این استان به‌ویژه در بخش‌های راه‌آهن، گردشگری، صنعت، نیرو و کشاورزی با حضور حسن روحانی رئیس‌جمهوری و محمد ناصر نیکبخت، استاندار همدان برگزار شد.

۲۸ مرداد
- حسن روحانی، رئیس‌جمهوری در نشست مشترک هیئت دولت و استانداران سراسر کشور، با بیان این که مجلس شورای اسلامی آینده متعلق به یک حزب و جناح نخواهد بود، گفت: «مگر مجلس اول که در آن زمان حتی شورای نگهبان وجود نداشت بهترین مجلس تاریخ این کشور نبود؟.. شورای نگهبان «چشم» است و نمی‌تواند کار «دست» را بکند. کار تأیید صلاحیت بر عهده هیئت‌های اجرایی است؛ نه هیئت نظارت»

۲۹ مرداد
- حسن روحانی، رئیس‌جمهوری در سیزدهمین اجلاس روز جهانی مساجد با اشاره به اینکه بدون مقاومت، ایستادگی و حضور مردم در صحنه، دستیابی به اهداف بلند امکان‌پذیر نیست، تصریح کرد: «مسجد خانه حزب و جناح نیست بلکه خانه همه مردم است و باید مساجد تقویت‌کننده وحدت و انسجام مسلمانان باشند.»

۳۱ مرداد
- با حضور حسن روحانی، رئیس‌جمهوری، از موشک نقطه زن فاتح ۳۱۳ در سازمان هوا - فضای وزارت دفاع رونمایی شد؛ موشکی که جمهوری اسلامی ایران را در جمع انگشت‌شمار کشورهای صاحب موشک‌های سوخت جامد مرکب نقطه‌زن با برد پانصد کیلومتر قرار داد.

- حسن روحانی، پس از بازدید از آخرین دستاوردهای وزارت دفاع، پشتیبانی و نیروهای مسلح کشور، ضمن تبریک روز صنعت دفاعی به نیروهای مسلح کشور به‌ویژه کسانی که در راه تقویت فناوری دفاعی تلاش می‌کنند، گفت: تنها کشورهای توانمند و قدرتمند و دارای نیروی بازدارنده کافی می‌توانند صلح را برای ملت‌هایشان تضمین کنند و دولت یازدهم، تمام مساعی خود را در این زمینه بکار خواهد بست.

- حسن روحانی، رئیس‌جمهوری در مراسم سالروز صنعت دفاعی کشور با اشاره به اینکه «راهبرد دفاعی ما بازدارندگی و سیاست ما تنش‌زدایی و تعامل سازنده همراه با اعتمادسازی است»، تأکید کرد: «قدرت جمهوری اسلامی ایران پشتوانه ثبات منطقه است و در این زمینه آماده همکاری جمعی در دفاع از امنیت منطقه هستیم.»

## شهریور
۲ شهریور
- حسن روحانی، رئیس‌جمهوری و اعضای هیئت دولت در آستانه هفته دولت با حضور در مرقد بنیانگذار جمهوری اسلامی ایران، با آرمان‌های امام خمینی (ره) و شهیدان انقلاب اسلامی تجدید میثاق کردند.

- حسن روحانی، رئیس‌جمهوری با فیلیپ هموند، وزیر امور خارجهٔ بریتانیا که در رأس هیئتی بلندپایه برای بازگشایی سفارت انگلیس به ایران آمده بود، دیدار کرد.

۳ شهریور
- حسن روحانی، رئیس‌جمهوری صبح روز سه‌شنبه هم‌زمان با هفته دولت، در بیست و یکمیت سفر کاروان تدبیر و امید وارد فرودگاه همدان شد و در بدو ورود از سوی غیاث‌الدین طه‌محمدی، نماینده ولی فقیه در استان، محمدناصر نیکبخت استاندار و جمعی از مقامات و مسئولان ارشد محلی مورد استقبال قرار گرفت.

- حسن روحانی، رئیس‌جمهوری در بدو ورود به استان همدان در جمع خبرنگاران، همدان را دیار قهرمانان و دلاوران توصیف کرد و گفت: «در این سفر مطالبات و نیازمندی‌هایی که مورد توجه مردم استان است، توسط هیئت دولت مورد بررسی و توجه قرار خواهد گرفت و برنامه‌هایی که در تهران و طی جلسات مختلف برای توسعه استان در نظر گرفته شده به اطلاع مردم خواهد رسید.»

- کاروان تدبیر و امید در فاصلهٔ فرودگاه تا ورزشگاه قدس همدان، مورد استقبال باشکوه، پرشور و بی سابقهٔ مردم استان همدان قرار گرفت.

- حسن روحانی، رئیس‌جمهوری در اجتماع بزرگ مردم استان همدان با تأکید بر اینکه دولت برای رسیدن به توسعه متوازن و همه‌جانبه کشور تمام تلاش خود را بکار می‌گیرد، گفت: «امروز نیاز به وحدت و اتحاد داریم؛ هیچ‌کس از این کلام که همه باید به قانون عمل کنند دلخور نشود هیچ نهادی در ایران بالاتر از قانون وجود ندارد. افتخار همه ماست که به قانون متعهد باشیم. طبق این قانون متحد باشیم و خودمان را برای انتخابات پایان سال آماده کنیم و ان شالله همه نهادهای کشور از دولت، شورای نگهبان، مجلس شورای اسلامی، قوه قضاییه نیروهای مسلح دست به دست هم خواهیم داد و شاهد یک انتخابات شکوهمند در ایران خواهیم بود.»

- حسن روحانی، رئیس‌جمهوری در جلسه توسعه و سرمایه‌گذاری استان همدان، با تأکید بر اینکه باید اقتصاد ایران را در دوران پساتحریم به گونه‌ای بسازیم که غیرقابل تحریم باشد، گفت: «دوران تحریم نشان داد که اقتصاد کشور را باید به گونه‌ای بسازیم که قابل تحریم نباشد و این خواست ملت ایران، کارآفرینان و مسوولان کشور است.»

- حسن روحانی، رئیس‌جمهوری در جمع علما، ایثارگران و برگزیدگان استان همدان، با تأکید بر این که در بخش سیاست خارجی می‌گفتیم ما می‌خواهیم مسئله هسته‌ای را به سامان برسانیم؛ گفت: «نمی‌خواهم اسم ببرم یک آقایی که در این کار سررشته بسیار زیادی دارد و یکی از چهره‌هایی است که در زمینه هسته‌ای خیلی کار کرده، می‌گفت تو اگر می‌خواهی قطعنامه‌ها از بین برود باید آخرین سانتریفیوژ از بین برود؛ آن شعاری که برای انتخابات دادی و گفتی هم سانتریفیوژ بچرخد هم چرخ زندگی این دو امکان ندارد.»

- حسن روحانی، رئیس‌جمهوری در جریان سفر کاروان تدبیر و امید به استان همدان ضمن افتتاح بیمارستان فوق تخصصی قلب و عروق فرشچیان همدان از بخش‌های مختلف آن بازدید کرد.

- با حضور رئیس‌جمهوری و از طریق ویدئو کنفرانس پنج طرح و پروژه عمرانی، صنعتی و خدماتی در سطح استان همدان افتتاح و دستور آغاز عملیات اجرایی چهار پروژه دیگر صادر شد.

- حسن روحانی، رئیس‌جمهوری در جلسه شورای اداری استان همدان با تأکید بر اینکه «بسیار به آینده کشور امیدوار هستم»، گفت: «جاذبه ایران برای سرمایه‌گذاران جهت سرمایه‌گذاری بسیار افزایش یافته و با رفع تحریم‌ها حرکت گسترده‌ای در مسیر رسیدن به توسعه متوازن و پایدار آغاز خواهد شد.»

- حسن روحانی، رئیس‌جمهوری در پیامی به سیزدهمین جشنواره بین‌المللی فرهنگی و هنری رضوی تأکید کرد: «انسان معاصر در پرتو آموزه‌های تعالی بخش دینی و مشی مبتنی بر اعتدال و خردورزی رضوی می‌تواند به آهنگ زندگی خود طراوتی نو بخشیده و به افق‌های امیدبخش و نشاط آفرین در حیات مادی دست یابد.»

- حسن روحانی، رئیس‌جمهوری در نشست خبری پایان سفر به استان همدان از اجرای چهل و دو طرح و پروژه عمرانی با اعتبار هشتصد و چهل و هفت میلیارد تومان برای همدان در بخش‌های حمل و نقل، سد سازی، آب و فاضلاب، تأسیسات دانشگاهی، بهداشت و سلامت، گردشگری و معدن در سفر کاروان تدبیر و امید به این استان خبر داد.

- حسن روحانی، رئیس‌جمهوری در ساعات پایانی سوم شهریور، فرودگاه همدان را به مقصد تهران ترک کرد.

۴ شهریور
- حسن روحانی، رئیس‌جمهوری در پیامی به دهمین همایش بین‌المللی ترویج زبان و ادب فارسی، زبان فارسی را زبان خردورزری، مهربانی، گفتگو، اعتدال، اخلاق، ادب و صلح، زبان پیراستگی و درست گویی دانست و گفت: «کار محققان و تلاشگران عرصه ترویج زبان فارسی و ادب فارسی پاسخ به یک نیاز واقعی جهان، منطقه و جامعه یعنی نیاز به خرد، نیاز به مهربانی و نیاز به ادب است.»

- با حضور رئیس‌جمهوری مراسم رونمایی و انتشار سکه طلا و ایران چک جدید با طرح حرم امام رضا (ع) برگزار شد.

- حسن روحانی، رئیس‌جمهوری در دیدار اعضای هیئت دولت با علی خامنه‌ای، رهبر ایران، ایجاد آرامش در فضای اقتصادی و اجتماعی کشور را بزرگ‌ترین دستاورد و سرمایه مهم دولت در دو سال گذشته خواند و گفت: «دولت تمام تلاش خود را بکار گرفته تا به وعده‌های داده شده عمل کند که از جمله آن‌ها کاهش تورم نقطه به نقطه ۵/۱۱ درصد و تورم دوازده‌ماهه ۸/۱۳ درصد است.»

- حسن روحانی، رئیس‌جمهوری در دیدار «هانا سرواتته»، وزیر خارجه غنا، با اشاره به جایگاه ویژه قاره آفریقا در سیاست خارجی جمهوری اسلامی ایران، برگسترش مناسبات همه‌جانبه با کشور غنا تأکید کرد و خواستار شناسایی و استفاده از همه ظرفیت‌های موجود برای توسعه مناسبات فی‌مابین شد.

- دفتر رئیس‌جمهوری با انتشار پیامی با قدردانی از استقبال پرشور و کم‌نظیر مردم با ایمان و غیور خطه زرخیز و فرهنگ‌پرور استان همدان، تأکید کرد: استان تمدن‌ساز همدان شایسته توجه و رسیدگی مسئولان اجرایی کشور بوده و این راهبردی است که دولت تدبیر و امید با تکیه بر تمامی امکانات، تحقق آن را در صدر برنامه‌های خود قرار داده‌است.

۷ شهریور
- حسن روحانی، رئیس‌جمهوری در نشستی با خبرنگاران داخلی و بین‌المللی که به مناسبت آغاز سومین سال فعالیت دولت یازدهم برگزار شد، ضمن تبیین برنامه‌ها و میزان تحقق شعارها، بر استراتژی کلی دولت مبنی بر «ایجاد آرامش و ثبات در بخش‌های مختلف جامعه» تأکید کرد و گفت: «افزایش اعتماد و امید در جامعه دستاورد باارزش دولت است و این دولت ضمن همکاری با سایر نهادها بر وظیفه خود به‌عنوان مسئول قانون اساسی عمل خواهد کرد.»

۸ شهریور
- حسن روحانی، رئیس‌جمهوری هنگام دریافت استوارنامه «اونک کنگ یونگ»، سفیر جدید سنگاپور در کشورمان با بیان اینکه میان ایران و سنگاپور همواره روابط خوبی را شاهد بوده‌ایم، اظهار داشت: «البته در سال‌های اخیر روابط تجاری و اقتصادی دو کشور با ظرفیت‌های موجود فاصله داشته که امیدواریم با تحول لازم به سطح قابل قبولی افزایش یابد.»

- حسن روحانی، رئیس‌جمهوری هنگام دریافت استوارنامه سفیر جدید ایرلند، اشتراک نظر دو کشور را دربارهٔ بسیاری از مسایل منطقه‌ای خاطرنشان ساخت و گفت: «ایران و ایرلند می‌توانند با رایزنی‌های بیشتر برای اهداف مشترک نظیر مبارزه با معضل تروریسم و خشونت در منطقه و جهان تلاش کنند چرا که پدیده شوم تروریسم، جز در سایه رایزنی، همفکری، مشارکت و همکاری از بین نخواهد رفت.»

- حسن روحانی، رئیس‌جمهوری هنگام دریافت استوارنامه سفیر جدید مغولستان، ضمن یادآوری مناسبات تاریخی و اشتراکات فرهنگی دو کشور، برای توسعه همکاری‌ها و از جمله مناسبات فرهنگی و علمی میان ایران و مغولستان ابراز آمادگی نمود.

۹ شهریور
- حسن روحانی، رئیس‌جمهوری روز دوشنبه در افتتاحیه دومین کنگره بین‌المللی هفده هزار شهید ترور، با تأکید بر اینکه «جهان باید با استاندارد واحد در برابر همه گروه‌های تروریستی بایستد»، گفت: «ترور و تروریسم تا زمانی که ابزاری برای پیشبرد اهداف قدرتها است و تا زمانی که اراده قوی جمعی و عزم واقعی در جهان بوجود نیاید، از بین نخواهد رفت.»

۱۰ شهریور
- حسن روحانی، رئیس‌جمهوری و عضو مجلس خبرگان رهبری روز سه شنبه در هجدهمین اجلاسیه خبرگان رهبری شرکت کرد.

- شورای عالی انقلاب فرهنگی ضمن بررسی موارد مورد تأکید رهبر انقلاب اسلامی در خصوص وظایف این شورا، مصوب کرد که ستاد راهبری مهندسی فرهنگی کشور به ریاست رئیس‌جمهوری برگزار شود.

۱۴ شهریور
- حسن روحانی، رئیس‌جمهوری اسلامی ایران صبح شنبه در مجموعه فرهنگی-تاریخی سعدآباد از الماس‌بیگ آتامبایف، رئیس‌جمهوری قرقیزستان استقبال کرد.

- روسای جمهوری اسلامی ایران و جمهوری قرقیزستان در دیدار دوجانبه مهم‌ترین تحولات منطقه‌ای و بین‌المللی و راه‌های توسعه روابط تهران – بیشکک را مورد بحث و تبادل نظر قرار دادند.

- حسن روحانی و الماس‌بیگ آتامبایف، رؤسای جمهوری ایران و قرقیزستان پس از دیدار خصوصی و مذاکرات هیئت‌های عالی‌رتبه ایران و قرقیزستان، در مراسم امضای اسناد میان مقامات دو کشور حضور یافتند.

- حسن روحانی، رئیس‌جمهوری در نشست خبری مشترک با الماس‌بیگ آتامبایف، با اشاره به مذاکرات انجام شده بین هیئت‌های عالی‌رتبه ایران و قرقیزستان، بر تداوم و گسترش همکاری‌ها و توسعه همه‌جانبه میان دو کشور تأکید کرد.

- حسن روحانی، رئیس‌جمهوری روز شنبه در نشست مشترک هیئت‌های عالی‌رتبه ایران و قرقیزستان با بیان این که دو کشور تاریخ و ریشه‌های فرهنگی مشترک و واحدی دارند، گفت: «هیچ مانعی در مسیر توسعه بیش از پیش روابط دوجانبه، منطقه‌ای و بین‌المللی تهران-بیشکک وجود ندارد.»

۱۵ شهریور
- حسن روحانی، رئیس‌جمهوری هنگام دریافت استوارنامه سفیر جدید برونئی دارالسلام با اشاره به روابط خوب تهران – بندر سری بگاوان، تأکید کرد: «جمهوری اسلامی ایران از گسترش بیش از پیش همکاری‌های دو کشور در همه عرصه‌ها استقبال می‌کند.»

- حسن روحانی، رئیس‌جمهوری در دیدار سفیر جدید جمهوری آفریقایی بنین با تبریک تأسیس سفارت بنین در تهران و آغاز فعالیت نخستین سفیر مقیم این کشور در جمهوری اسلامی ایران، گفت: «تهران برای گسترش همکاری‌ها با کشورهای آفریقایی اهمیت زیادی قائل است و بین ایران و بنین نیز همواره روابط خوبی برقرار بوده‌است.»

- حسن روحانی، رئیس‌جمهوری هنگام دریافت استوارنامه سفیر جدید عراق در تهران، با تأکید براهمیت روابط جمهوری اسلامی ایران با کشور همسایه، دوست و برادر عراق، گفت: «بی‌تردید امنیت و ثبات در عراق به مثابه امنیت و ثبات در ایران است.»

- حسن روحانی، رئیس‌جمهوری هنگام دریافت استوارنامه سفیر جدید سریلانکا در تهران، با اشاره به روابط خوب ایران و سریلانکا بر مبنای منافع دو ملت و منطقه، بر لزوم ایجاد تحرک جدید همکاری‌های تهران - کلمبو تأکید کرد.

- حسن روحانی، رئیس‌جمهوری هنگام دریافت استوارنامه سفیر جدید مجارستان در تهران، با بیان اینکه ظرفیت‌های مناسبی برای توسعه روابط ایران و مجارستان وجود دارد، اظهار داشت: «ضرورت دارد تحولات مثبت و سازنده تری در روابط تهران – بوداپست ایجاد شود.»

۱۶ شهریور
- حسن روحانی، رئیس‌جمهوری در دیدار «لوبو میر زائورالک» وزیر خارجه جمهوری چک، از مداخله برخی کشورها در امور داخلی کشورهای دیگر و نگاه ابزاری به خشونت و تروریسم به‌عنوان دو مشکلی که پیامدهای منطقه‌ای و جهانی دارد یاد کرد و گفت: «کشورهایی که دارای قدرت و امکانات هستند نباید بخاطر گسترش نفوذ منطقه‌ای یا هر بهانه دیگری نظرات خود را بر کشورهای دیگر تحمیل کرده و در مسایل داخلی آن‌ها دخالت کنند.»

- حسن روحانی، رئیس‌جمهوری در دیدار «خوزه مانوئل گارسیا مارگالو»، وزیر امور خارجه اسپانیا، با بیان اینکه دوستی تاریخی مردم و دولت دو کشور پایه خوبی برای روابط مستحکم است، ابراز امیدواری کرد همکاری‌های تهران – مادرید با سرعت و عمق بیشتری افزایش یابد.

۱۷ شهریور
- مراسم استقبال رسمی از هاینتس فیشر، رئیس‌جمهوری اتریش با حضور حسن روحانی، رئیس‌جمهوری ایرات در مجموعه فرهنگی – تاریخی سعدآباد برگزار شد.

- رؤسای جمهوری اسلامی ایران و جمهوری اتریش برای تعمیق و تحکیم مناسبات و همکاری‌های خود چهار سند و یادداشت تفاهم همکاری امضا کردند.

- رؤسای جمهوری اسلامی ایران و جمهوری اتریش در نشست هیئت‌های عالی‌رتبه دو کشور بر ضرورت تدوین ساختارهای مناسب و نقشه راه مطلوب به‌منظور ایجاد روابط همه‌جانبه، دراز مدت و پایدار در بخش‌های مختلف برای سال ۲۰۲۰ تأکید کردند.

- حسن روحانی، رئیس‌جمهوری در نشست مطبوعاتی با رئیس‌جمهوری اتریش و در پاسخ به خبرنگار تلویزیون ORF این کشور مبنی بر نگاه ایران به تحولات سوریه گفت: همه کشورها باید کمک کنند تا شرایطی به وجود آید تا در سوریه امنیت و ثبات ایجاد شود و زمینه برای استقرار دموکراسی و خواست مردم بیش از پیش فراهم شود.

۲۱ شهریور
- حسن روحانی، رئیس‌جمهوری اسلامی ایران در پیامی حادثه دلخراش سقوط جرثقیل در مکه و کشته و مجروح شدن تعداد زیادی از حجاج در موسم حج ابراهیمی را موجب تألم خاطر امت اسلامی دانست و بر آمادگی کشورمان برای مساعدت‌های درمانی تأکید کرد.

- حسن روحانی، رئیس‌جمهوری در دیدار با مدیران اتحادیه‌های تعاونی‌ها و تلاشگران نمونه عرصه تعاون سراسر کشور، گفت: «بعدها راجع به توافق صحبت خواهم کرد و اجازه نخواهم داد یک عده افراطی امید این ملت را ناامید کنند.»

۲۲ شهریور
- حسن روحانی، رئیس‌جمهوری در دیدار «مائورو وییرا»، وزیر خارجه برزیل با تأکید بر اینکه ایران همواره از توسعه و تعمیق همکاری و روابط خوب با کشورهای حوزه آمریکای لاتین استقبال کرده‌است، گفت: «ایران برای تقویت روابط خوب خود با برزیل به‌عنوان یک کشور مؤثر با اقتصاد رو به پیش در منطقه آمریکای لاتین، اهمیت ویژه‌ای قائل است.»

۲۳ شهریور
- حسن روحانی، رئیس‌جمهوری در بیست و یکمین مجمع سراسری فرماندهان و مسئولین سپاه پاسداران انقلاب اسلامی، سپاه را نگاهبان انقلاب و دستاوردهای آن دانست و با تأکید بر اینکه نیروی مسلح مردمی، بر هر قدرتی چیره خواهد شد، گفت: «امروز هیچ ابرقدرتی قادر نیست برای جمهوری اسلامی تصمیم بگیرد و ما هم اجازه چنین اقدامی را نخواهیم داد.»

۲۵ شهریور
- حسن روحانی، رئیس‌جمهوری در اولین همایش مدیران شرکت‌های دانش بنیان حوزه سلامت با تأکید بر اینکه «برنامه‌ریزی‌های ما باید برای فضای پسا تحریم باشد»، گفت: «باید در این فضای جدید، بازار منطقه و جهان را از آن محصول، کار، تلاش و فکر ایرانیان کنیم و این کار شدنی است.»

- حسن روحانی، رئیس‌جمهوری در حاشیه همایش مدیران شرکت‌های دانش بنیان حوزه سلامت به خبرنگاران گفت: «شرکت‌های دانش‌بنیان و پارک‌های علمی و فناوری، واسطه خوبی میان مراکز علمی و فناوری با بخش‌های اقتصاد و تولید هستند و می‌توانند نقش بسزایی در حضور محصولات در بازار، برندسازی و تجاری‌سازی ایفا کنند.»

- حسن روحانی، رئیس‌جمهوری در پیامی به همایش بزرگداشت محمدتقی نصیری برگزاری چنین گردهمایی‌هایی برای احیاء نام و یاد بزرگان را گامی ثمربخش در جهت ترویج ارزشهای اسلامی دانست و اظهار امیدواری کرد جوانان ما و نسل‌های آینده، آشنایی با چنین الگوهای معنوی را مغتنم دانسته، با الهام از شیوه زندگی آنان که همانا پیروی از راه و سیره اولیا و ائمه اطهار علیهم السلام است، فردای خود و آینده کشور را رقم بزنند.

- در نخستین جلسه از دور دوم شورای عالی فضای مجازی، با توجه به پایان دوره، با حضور رئیس‌جمهور و با اتفاق آرای اعضا، دکتر ابوالحسن فیروزآبادی به‌عنوان دبیر جدید شورا و رئیس مرکز ملی فضای مجازی انتخاب شد.

۲۶ شهریور
- حسن روحانی، رئیس‌جمهوری در پیامی به چهارمین «کنگره ملی فرهنگ روستا و عشایر»، عشایر، ایلات و طوائف ایرانی را گونه‌ای عطرآگین از بوستان طربناک سنت‌ها، استعدادها و خلاقیت‌های ایرانیان خواند و گفت: «عشایر و روستاییان سراسر کشور، نقشی بی بدیل در حراست از تمامیت سرزمینی و هویت ملی این مرز و بوم داشته‌اند.»

۲۹ شهریور
- حسن روحانی، رئیس‌جمهوری در دیدار یوکیو آمانو، مدیر کل آژانس بین‌المللی انرژی اتمی با اشاره به همکاری گسترده جمهوری اسلامی ایران با آژانس بین‌المللی انرژی اتمی که بر مبنای اعتماد به یکدیگر، قانون و مقررات بین‌المللی و وظایف حرفه‌ای بنا شده‌است، گفت: همه ما به دنبال یک هدف جهانی هستیم و آن «استقرار صلح، امنیت و اعتماد ملت‌ها و کشورها به یکدیگر» است.

- حسن روحانی، رئیس‌جمهوری در دیدار «برت کندرز»، وزیر امور خارجه هلند، روابط تهران - آمستردام را دیرینه و تاریخی دانست و گفت: «دو کشور در زمینه روابط دو جانبه و در بخش‌های اقتصادی، فرهنگی و سیاسی ظرفیت‌های مناسبی برای توسعه روابط دارند و گرچه در سالهای اخیر روابط اقتصادی ما رو به کاهش بوده اما امروز شرایطی ایجاد شده که باید گذشته را جبران کرد.»

- هیئت دولت در جلسه‌ای به ریاست حسن روحانی، رئیس‌جمهوری، اسدالله رازانی را به‌عنوان استاندار کرمانشاه تعیین و از زحمات رضایی بابادی استاندار پیشین این استان تشکر شد.

۳۰ شهریور
- حسن روحانی، رئیس‌جمهوری در آستانه سفر به نیویورک برای شرکت در هفتادمین اجلاس مجمع عمومی سازمان ملل متحد با اشاره به اینکه «آمریکا اشتباهات فراوانی در قبال ایران داشته که باید این اشتباهات را جبران کند»، تصریح کرد: «مردم ایران به سیاست‌های دولت آمریکا اعتماد نداشته و ندارند لذا برای رسیدن به اعتماد نیازمند زمان طولانی هستیم، اما اجرای دقیق تعهدات بر مبنای توافق هسته‌ای می‌تواند حرکت در مسیر اعتماد را تقویت کند.»

- حسن روحانی، رئیس‌جمهوری در آستانه هفته دفاع مقدس، در دومین کنگره ملی تجلیل از جانبازان هفتاد درصد تحت عنوان «اسطوره‌های ماندگار»، گفت: «اگر امروز می‌توانیم در برابر دنیا با صدای بلند و با قدرت در جهت حفظ حقوق‌مان گفتگو کنیم بخاطر هشت سال ایستادگی ایثارگران و جانبازان در دفاع مقدس است.»

- سفرای جدید جمهوری اسلامی ایران در کشورهای ویتنام و ارمنستان و سرکنسول جدید کشورمان در شانگهای چین پیش از عزیمت به محل مأموریت خود با رئیس‌جمهوری دیدار و گفتگو کردند.

۳۱ شهریور
- مراسم رژه نیروهای مسلح جمهوری اسلامی ایران صبح سه شنبه هم‌زمان با آغاز هفته دفاع مقدس با حضور حسن روحانی، رئیس‌جمهوری در جوار مرقد امام خمینی (ره) آغاز شد.

- حسن روحانی، رئیس‌جمهوری در مراسم رژه نیروهای مسلح جمهوری اسلامی در آغاز هفته دفاع مقدس، با تأکید بر اینکه «دفاع مقدس ملت ساز بود و ملت ایران را به یک ملت منسجم و مقاوم در برابر متجاوزان و بیگانگان تبدیل کرد»، گفت: «ما به ارتش، سپاه، بسیج و نیروی انتظامی و ملت بزرگ و رهبر شجاع خود افتخار می‌کنیم، ما ملتی منسجم هستیم و دست در دست هم، از همه مشکلات عبور می‌کنیم و ایرانی آبادتر و سرزنده تر خواهیم ساخت.»

- بزرگ‌ترین خط راه‌آهن شهری (مترو) خاورمیانه با حضور حسن روحانی، رئیس‌جمهوری، در تهران افتتاح شد.

- حسن روحانی، رئیس‌جمهوری در مراسم بهره‌برداری از خط سه مترو تهران، تلاش برای جلب رضایت و خوشحالی مردم را ادای دین به انقلاب و موجب رضایت خداوند دانست و تصریح کرد: «باید دست به دست هم، مترو را در کلان‌شهرهای کشور توسعه بدهیم و دولت در این زمینه، از هیچ تلاشی دریغ نمی‌کند.»

- حسن روحانی، رئیس‌جمهوری در گفتگوی تلفنی با سلطان قابوس سلطان کشور پادشاهی عمان، ضمن تبریک عید سعید قربان، به جایگاه ممتاز عمان در عرصه همکاری‌های منطقه‌ای اشاره کرد و گفت: جمهوری اسلامی ایران علاقه‌مند است به‌ویژه در دوره پساتحریم، روابط خود را با کشور دوست و برادر عمان در بخش‌های مختلف به‌ویژه تجاری و اقتصادی تحکیم بخشد.

- رئیس‌جمهوری طی حکمی سید ابوالحسن فیروزآبادی را به‌عنوان «دبیر شورای عالی و رئیس مرکز فضای مجازی کشور» منصوب کرد.